# Sedan (Minnesota)
Sedan – miasto w Stanach Zjednoczonych, w stanie Minnesota, w hrabstwie Pope.